# Maxime Dambrin
Pour les articles homonymes, voir Dambrin.
 (février 2025).
Motif : Manque de sources secondaires centrées
- Archive Wikiwix
- Bing
- Cairn
- DuckDuckGo
- E. Universalis
- Gallica
- Google
- G. Books
- G. News
- G. Scholar
- Persée
- Qwant
- (zh) Baidu
- (ru) Yandex
- (wd) trouver des œuvres sur Wikidata

| 1. | Préciser le motif de la pose du bandeau. | Précisez le motif de la pose du bandeau en utilisant la syntaxe suivante : {{admissibilité à vérifier\|date=mai 2025\|motif=remplacez ce texte par le motif}}                       |
| 2. | Informer les utilisateurs concernés.     | Pensez à avertir le créateur de l'article, par exemple, en insérant le code ci-dessous sur sa page de discussion : {{subst:avertissement admissibilité à vérifier\|Maxime Dambrin}} |

Maxime Dambrin est un acteur français né le 26 juin 1989 en région parisienne.
Il débute les tournages à l'âge de huit ans, et entre au Conservatoire national supérieur d'art dramatique en 2008. Il est l'un des premiers acteurs avec un handicap moteur à intégrer cette école.
Il est atteint d'une neuropathie de type CMT.

## Biographie
Maxime Dambrin est né aux Lilas dans le 93. Sa mère, franco-américaine, est styliste dans la puériculture et son père, franco-argentin, est ingénieur. Il a porté le nom de son père, Raoust, avant de prendre celui de sa mère à sa majorité.
Son premier tournage à l'âge de huit ans est dans une publicité pour McDonald's. Il décroche le premier rôle des téléfilms Papa, maman s'ront jamais grands aux côtés de Michèle Bernier, et Du côté de chez Marcel, avec Daniel Russo, Isabel Otero et Pierre Arditi. À partir de 2004, il joue Théo Costa dans la série Faites comme chez vous.
À dix-huit ans, il intègre la promo 2011 du CNSAD, en même temps que Benjamin Lavernhe et Adeline d'Hermy. Ses professeurs sont Daniel Mesguich, Jean-Damien Barbin et Guillaume Gallienne.
Depuis, il a joué notamment sous la direction de Georges Lavaudant, Daniel Mesguich, Laurent Laffargue, Pauline Bureau et Laurent Fréchuret,,,.
En 2015 il tient l'affiche avec Pierre Deladonchamps et Julia Piaton de House of Time, film fantastique de Jonathan Helpert.
En 2023 à l'Odéon, sous la direction de Tiphaine Raffier, il participe à la création de Némésis, adaptée de Philip Roth. Son interprétation est saluée dans le New York Times, Le Figaro et Le Monde.

## Théâtre
- 2006 : La Ville dont le prince est un enfant[5], de Henry de Montherlant, mise en scène de Jean-Luc Jeener. Théâtre du Nord-Ouest
- 2011 : Hamlet[8], de William Shakespeare, mise en scène de Daniel Mesguich. CDN de Sartrouville, La Criée
- 2013 : Torquato Tasso[18], de Goethe, mise en scène de Guillaume Delaveau. Comédie de l'Est, Amandiers
- 2013 : Cyrano de Bergerac[7], d'Edmond Rostand, mise en scène de Georges Lavaudant. Nuits de Fourvière, Piccolo Teatro, MC93
- 2014 : Le Jeu de l'amour et du hasard[9], de Marivaux, mise en scène de Laurent Laffargue. T.O.P, TNBA
- 2015 : En attendant Godot[11], de Samuel Beckett, mise en scène de Laurent Fréchuret. Théâtre des Halles, CDN de l'océan indien
- 2018 : Ervart, ou les derniers jours de Frédéric Nietzsche[12], de Hervé Blutsch, mise en scène de Laurent Fréchuret. Création à la Comédie de Saint-Étienne, Théâtre du Rond-Point
- 2021 : Le Pied de Rimbaud[13], d'après les premiers textes d'Arthur Rimbaud, adaptation et mise en scène de Laurent Fréchuret. Création au Théâtre des Halles
- 2021 : Pour autrui[10], écrit et mise en scène par Pauline Bureau. Création au Théâtre de la Colline
- 2023 : Fin de partie[14], de Samuel Beckett, mise en scène de Laurent Fréchuret. Avignon 2023, Comédie de Saint-Étienne
- 2023 : Némésis[4],[16],[17], d'après Philip Roth, adaptation et mise en scène de Tiphaine Raffier. Création aux Ateliers Berthier, TNP
- 2024 : Waiting for Godot[19], de Samuel Beckett, mise en scène de Drake Shannon. Boise State University

## Filmographie

### Cinéma

#### Longs métrages
- 2015 : House of Time, de Jonathan Helpert
- 2015 : Marguerite et Julien, de Valérie Donzelli
- 2018 : Bonhomme, de Marion Vernoux
- 2018 : Cornelius le meunier hurlant, de Yann Le Quellec
- 2020 : Lucky, d'Olivier Van Hoofstadt

#### Courts métrages
- 2012 : Mourir ou Déjeuner à Sparte, de Maxime Dambrin
- 2013 : Black Enchantment, de Jonathan Helpert
- 2013 : Une raclette à deux, de Maxime Dambrin
- 2013 : Le Quepa sur la vilni !, de Yann Le Quellec
- 2016 : AK, d'Olivier Van Hoofstadt
- 2022 : Le Chant du feu, de Clémence Le Gall
- 2023 : Météor, de Clémence Le Gall

### Télévision
- 1998 - 1999 : Marc Eliot (série) : Rodrigue Eliot
- 1999 : Sang d'encre, de Didier Le Pêcheur
- 2001 : Papa, maman s'ront jamais grands, de Jean-Louis Bertuccelli
- 2003 : Ambre a disparu, de Denys Granier-Deferre
- 2003 : Du côté de chez Marcel, de Dominique Ladoge : Marcel
- 2004 : SOS 18 (série)
- 2004 - 2005 : Faites comme chez vous ! (série) : Théo Costa
- 2006 : La Désobéissance, de Patrick Volson
- 2006 : Mademoiselle Joubert (série)
- 2006 : RIS police scientifique (série)
- 2008 : Diane, femme flic (série), de Manuel Boursinhac
- 2014 : Vaugand (série), de Manuel Boursinhac
- 2018 : Prof T (série), de Nicolas Cuche
- 2020 : HP (série) : L'Homme aux chats
- 2022 : Prométhée (série) : Samuel Krempf